# Кордопски калифат
Кордопски калифат је била држава на Иберијском полуострву и Северној Африци од 929. до 1031. године. Главни град калифата је била Кордоба. У данашње време територија калифата обухвата Гибралтар (УК), Мароко, Португалију и Шпанију
Период калифата карактеришу значајни успеси на пољу трговине и културе. Многа врхунска дела исламске Шпаније израђена су у том периоду, укључујући и чувену велику џамију Кордобе. Абдурахман III се 16. јануара 929. прогласио калифом од Кордобе. Сви калифи од Кордобе били су чланови династије Омејида (Умајада). Иста династија владала је истим територијама од 753. као емири од Кордобе. Грађански рат (фитна) у калифату је избио 1010. као рат за наслеђе. Халифат је службено постојао до 1031, када је разбијен на много независних таифа, малих муслиманских краљевина.

## Династија Омејида (Умајада)
Династија Омејида је била збачена са власти Багдадског калифата 750, а калиф Абдурахман I је морао да бежи из Багдада. Шест година је бежао и преузео је власт 756. у Кордоби поставши емир од Кордобе. Победио је исламске владаре тога подручја и ујединио је различите феуде у емират. Постао је политички независан. Владари емирата су користили титулу емир или султан све до 10. века. Тада се Абдурахман III суочио са претњом инвазије Фатимида, који су владали Египтом.
Фатимиди су прогласили свој калифат, што је било у супротности са опште признатим абасидским калифима из Багдада. Абдурахман III се исто прогласио калифом да би се одупро Фатимидима, јер као калиф имао је већи престиж. Када је прошла опасност од Фатимида Абдурахман III се није одрицао титуле калифа.
После битке код Мелиље 927, Омејади су контролисали троугао између Алжира, Сијимасе и Атлантског океана. Халифова власт се протезала северно. Свето римско царство је 950. разменило амбасадоре са Кордопским калифатом. То је било дипломатско признање пуног суверенитета. Пре тога Иго од Арла је тражио гарантије за слободну пловидбу његових бродова по средоземном мору. Мале хришћанске државе на северу Иберијског полуострва имале су проблема да се одупру моћи Кордопског калифата. Молили су калифа за мир, али мир би уследио тек кад би дали неке територије за мир.
Након смрти другог калифа Алхакама 976, Алмансур је осигурао трећем калифу Хишаму II долазак на власт. Спречио је евнухе да Хишамовог брата поставе за калифа. Алмансур је постао стварни владар калифата у име калифа. Халиф је био само фигура. Алмансур је предузео 57 похода против хришћанских државица и у свим походима је победио. Мавари су под водством Алмансура 985. опљачкали Барселону. За његове власти калифат је дошао на врхунац моћи око 1000. године. Хришћанске државице су се удружиле, створиле савез и поразиле су 1002. Алмансура. Алмансур је тада био смртно рањен. После Алмансура његов син је наставио да влада на сличан начин као он. Након смрти Алмансурова сина уследио је 1010. грађански рат око права око наслеђа, тј. ко ће бити калиф. Ратовали су различити калифови наследници и Алмансурови наследници. Резултат је био поразан по Кордопски калифат. Долазило је до сукоба различитих плаћеничких војски, било маварских, било арапских. Од 929. до 1008. постојала су само три калифа, а од 1008. до 1031. владало је 7 калифа.
Последњи кордопски калиф је био Хишам III. По његовој смрти 1031. калифат је разбијен на много независних таифа, малих муслиманских краљевина. Таифе као мале јединице нису биле способне да се одупру хришћанским снагама за време реконкисте.

## Привреда
Привреда калифата заснивала се на трговини, високо развијеном занатству и најмодернијим техникама агрикултуре у Европи. Златни кордопски златници били су веома значајан фактор привреде. Кордоба је имала 450.000 становника и представљала је најзначајнији центар света у то време. Други важни градови су били Толедо, Алмерија, Сарагоса и Валенсија.

## Култура
Халиф је основао библиотеку са 400.000 књига. Кордопски калифат је постао значајан по филозофији, по преводима са старог грчког.
Авероес је вратио Аристотелова дела Европи. Рад Мајмонидеса је омогућио да Тома Аквински помири теологију са Аристотеловом филозофијом. У Кордоби је било значајних достигнућа у медицини, математици и астрономији.